# Îles Vierges des États-Unis
Pour les articles homonymes, voir Îles Vierges (homonymie).
Les îles Vierges des États-Unis, ou de manière non officielle les îles Vierges américaines (en anglais Virgin Islands of the United States et United States Virgin Islands), sont un territoire non incorporé et organisé insulaire des Antilles, englobant les îles occidentales des îles Vierges. Composées principalement de trois îles — Saint-Thomas, Saint-John et Sainte-Croix —, elles étaient une possession danoise jusqu'à leur rachat par les États-Unis en 1917.

## Géographie

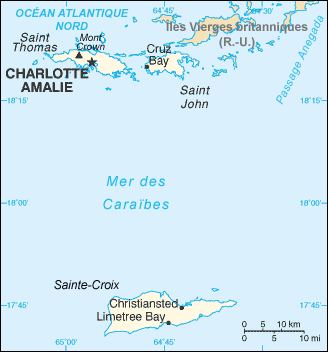
Carte des îles Vierges des États-Unis.

Les îles Vierges des États-Unis se situent dans la mer des Caraïbes, à environ 60 km à l'est de l'île de Porto Rico, et figurent, à la suite des îles Vierges espagnoles, parmi les plus orientales des îles de l'arc des Grandes Antilles. Les îles sont composées de trois îles principales : Saint-Thomas (83 km2) et Saint-John (52 km2), situées dans le prolongement ouest-sud-ouest des îles Vierges britanniques, et plus au sud, Sainte-Croix (217 km2). Cette dernière se situe à 58 km au sud de l'île Saint-John et à 91 km au sud-est de l'île de Porto Rico. Sainte-Croix se trouvant à l'est de la fosse d'Anegada, elle appartient aux Petites Antilles. On compte aussi une cinquantaine d'îlots, plus petits et pour la plupart inhabités.
Les îles sont connues pour leurs plages de sable blanc et leurs ports, dont Charlotte-Amélie et Christiansted. La plupart des îles sont d'origine volcanique avec un relief vallonné. Le point le plus haut est Crown Mountain, sur l'île de Saint-Thomas, avec une hauteur de 474 mètres. Sainte-Croix est l'île la plus vaste avec un relief plus plat. Le parc national des îles Vierges couvre environ la moitié de l'île de Saint-John, presque l'intégralité de Hassel Island, et plusieurs autres de récif corallien.
Les îles sont situées à la frontière de la plaque tectonique nord-américaine et la plaque caraïbe qui les placent dans une zone à risque pour les tsunamis. Elles se situent également dans la zone de passage des ouragans dont Hugo en 1989, Marilyn en 1995 et Irma en 2017 (qui a fait quatre morts). Le climat est tropical.
| Iles         | 2000    | 2010    | Superficie (km2) |
| ------------ | ------- | ------- | ---------------- |
| Sainte-Croix | 53 234  | 50 601  | 217              |
| Saint Thomas | 51 181  | 51 634  | 83               |
| Saint John   | 4 197   | 4 170   | 52               |
| Total        | 108 612 | 106 405 | 352              |

## Histoire

### Période pré-européenne
Les premiers habitants des îles Vierges furent les Ciboneys, arrivés soit depuis la Floride, soit depuis l'Amérique centrale entre 400 et 300 av. J.-C.. Installés sur l'île de Saint Thomas, ils en sont chassés par les Arawaks au IIe siècle. Ces derniers arrivent en remontant les Antilles depuis l'Amérique du Sud. Plusieurs villages Arawak ont été localisés à Coral Bay et Cruz Bay sur Saint John. Par la suite, Magens Bay et Botany Bay sur Saint Thomas furent également occupés.
Les Arawaks ont été chassés des Îles Vierges vers le milieu du XVe siècle par un nouveau peuple, les Kalinago, qui conquièrent leurs terres.

### Premier contact (1493) et luttes d'influences européennes

Carte du second voyage de Christophe Colomb en 1493.

Christophe Colomb fut le premier européen à aborder les îles Vierges en novembre 1493, lors de son deuxième voyage. Il débarque à Salt River (Sainte-Croix) où la rencontre avec les Caraïbes tourne à l'affrontement — le premier combat entre Espagnols et Amérindiens. Christophe Colomb baptise l'île de Sainte-Croix en espagnol : Santa Cruz, puis voyant le nombre important des îles alentour, décide de nommer l'archipel Las Onze Mil Virgenes (« les onze mille vierges ») en hommage à une légende concernant Sainte Ursule et les vierges martyrisées avec elle.
En raison des contacts hostiles avec les autochtones, les Espagnols ne se sont jamais implantés dans les îles Vierges. Néanmoins, ils ont sans doute capturé les Caraïbes pour le travail forcé dans leurs colonies des grandes Antilles, les Arawaks y résidant ayant déjà succombé aux maladies et mauvais traitements. D'autre part, le roi Charles V ordonne l'extermination de la population caraïbe à partir de 1555.
En l'absence des Espagnols, les Français et les Danois s'intéressent à ces îles.

### Colonisation danoise

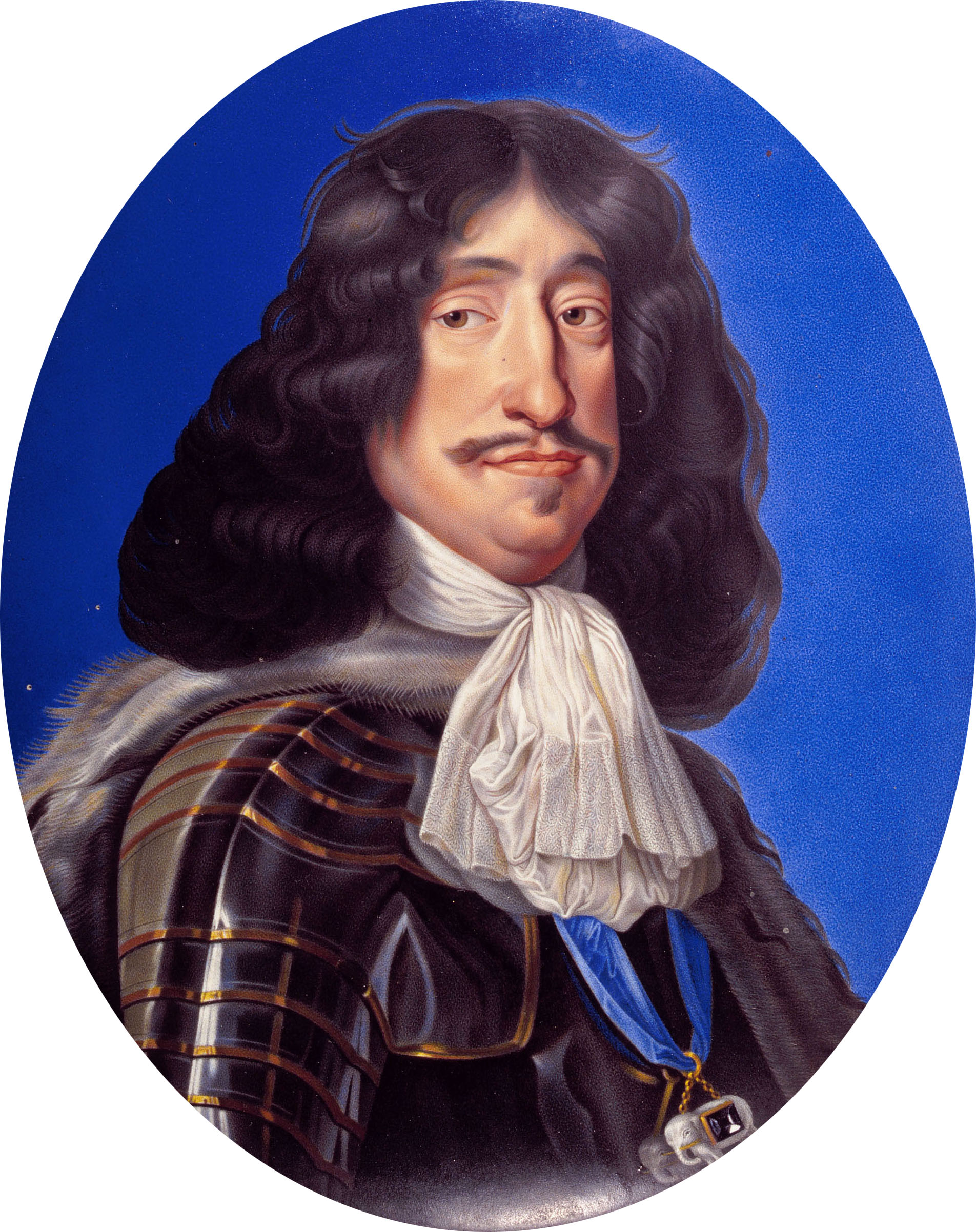
Le roi Frédéric III (roi de Danemark) (portrait) décide en 1665 de coloniser l'île de Saint Thomas.

#### Premières tentatives sur Saint-Thomas (1665-1667)
En 1652, une expédition danoise menée par Erik Nielsen Smit arrive à Saint Thomas. À l'époque, il ne reste presque plus aucun autochtone. L'expédition est un succès et le roi accorde des privilèges aux marchands qui repartent l'année suivante. En 1654, cinq navires partent du Danemark vers les îles Vierges et reviennent avec les cargaisons pleines de tabac, sucre, gingembre et indigo. Les expéditions danoises sont toutefois mises entre parenthèses, à la suite du conflit entre l'Angleterre et l'Espagne, dans les Antilles, et surtout à cause de la guerre entre le Danemark et la Suède.
Dans les années 1660, une monarchie absolue s'établit au Danemark et le roi Frédéric III décide de s'impliquer davantage dans les affaires économiques et commerciales. Erik Nielsen Smit obtient l'accord royal et part en 1665 créer une colonie sur l'île de Saint Thomas. Dans le contexte de la deuxième guerre anglo-néerlandaise, de nombreux Français, Anglais et Hollandais rejoignent la nouvelle colonie danoise. Mais les débuts sont difficiles : des pirates anglais pillent régulièrement Saint Thomas, les cyclones ainsi que la maladie font des victimes (Smit décède ainsi en juin 1666). Finalement, les Anglais décident de partir pour Sainte-Croix (alors une colonie française), les Hollandais partent pour Tortola et les derniers Danois abandonnent la colonie en 1667. Il reviendront s'y installer en 1672.

#### Traite négrière et esclavage

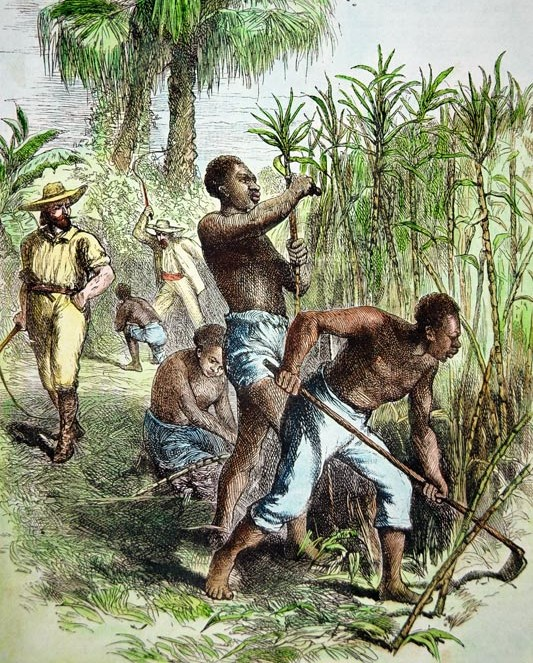
Esclaves au travail dans une plantation de canne à sucre.

Les îles sont ensuite exploitées par la Compagnie danoise des Indes occidentales et de Guinée. Comme sur les autres îles des Antilles, ils exploitèrent la canne à sucre et pour cela introduisirent des esclaves en provenance d'Afrique dès 1763. 
En 1733-1734, l'île Saint John est le théâtre d'une grande révolte d'esclaves, une des plus longues aux Amériques. Elle sera finalement réprimée par les planteurs, aidés de soldats français et suisses venus de Martinique.
La traite négrière dans les possessions danoises sera interdite en 1792, le Danemark étant le premier pays à l'interdire, mais l'esclavage ne sera lui aboli sur les îles antillaises danoises qu'en 1848. L'économie des îles, basée sur la culture de la canne à sucre, périclite alors ; de nombreux colons quittent les îles et le royaume danois se désintéresse de ses possessions antillaises, cherchant à s'en débarrasser.
Le peintre Camille Pissarro naît le 10 juillet 1830 sur l'île de Saint-Thomas, à l'époque possession danoise, où ses parents possédaient une entreprise florissante de quincaillerie dans le port de Charlotte-Amélie. Cela lui confère la nationalité danoise, qu'il gardera toute sa vie.

### Souveraineté américaine
En 1916, ces territoires sont finalement rachetés par les États-Unis contre la somme de 25 millions de dollars, et passent avec leurs 26 000 habitants sous contrôle américain le 31 mars 1917.

## Politique
Les îles Vierges des États-Unis sont dirigées par un gouvernement élu pour quatre ans, à la tête duquel se trouve un gouverneur, Albert Bryan, en fonction depuis le 7 janvier 2019. Le pouvoir législatif est assuré par la législature, une assemblée monocamérale de quinze membres, appelé « sénateurs », renouvelé tous les deux ans. Ce système politique est fortement inspiré de celui du reste des États-Unis.
Les habitants ont la citoyenneté américaine de plein droit et peuvent notamment voter à l'élection présidentielle, s'ils résident et sont inscrits sur les listes électorales dans l'un des cinquante États du pays et non pas aux îles Vierges.

## Économie

### Tourisme
L'activité principale des îles est le tourisme qui attire environ deux millions de visiteurs par an avec notamment les croisières en bateaux. L'autre centre d'intérêt touristique est le parc national des îles Vierges qui reçoit la visite de 750 000 visiteurs chaque année.

### Énergie
Le secteur industriel est représenté par le raffinage du pétrole, l'industrie pharmaceutique, le textile, l'horlogerie (montre), l'électronique et la distillation de rhum.
Hovensa, sur l'île de Sainte-Croix, est l'une des plus grandes raffineries du pétrole de l'hémisphère ouest. Toutefois, cette raffinerie a fermé à cause du ralentissement général de la croissance et donc de la consommation américaine en pétrole, cumulant plus d'un milliard de pertes en trois ans. Selon le gouvernement, cette fermeture pourrait sévèrement ébranler l'économie de l'archipel. À la fin de l'année 2013, le gouvernement cherche une compagnie désirant reprendre les activités de la raffinerie. Celle-ci continuera à servir de réservoir pétrolier jusqu'en août 2019 si personne ne manifeste d'intérêt.

### Transport
Les îles Vierges des États-Unis sont le seul territoire américain où on roule à gauche.

### Paradis fiscal
Le territoire a en 2014 une politique fiscale tendant à accorder des avantages à des entreprises s'implantant dans le territoire, ce qui conduit à le faire considérer comme un paradis fiscal. Il figure depuis 2018 sur la liste noire européenne des paradis fiscaux. 

## Patrimoine

### Patrimoine civil

#### Musées

##### Île de Sainte-Croix
- Le musée de la pharmacie à Christiansted, qui conserve des objets pharmaceutiques, dont les plus anciens remontent à sa fondation en 1820.
- Le Steeple Building, ancienne église luthérienne à Christiansted, reconvertie en musée consacrée aux Indiens Taïnos et aux plantations de canne à sucre.
- Le musée du Domaine Whim à Frederiksted, chargé de collecter et de conserver activement des artefacts pertinents concernant l'histoire coloniale et moderne de Sainte-Croix.
- Le musée des Caraïbes - Centre des Arts à Frederiksted, qui expose des œuvres d'art d’artistes originaires des Caraïbes.
- Le musée Lawaetz à Frederiksted, qui propose de visiter les bâtiments et le jardin d'une ancienne plantation de canne à sucre, toujours occupée par la même famille depuis plus de cent ans.

##### Île de Saint-Thomas
- Le musée du patrimoine français à Frenchtown relate l'influence des Français et de la culture française dans les Caraïbes.

#### Monuments

##### Île de Sainte-Croix
- Le bâtiment des douanes à Christiansted, construit entre 1840 et 1842 pour le paiement des taxes des marchands.
- Le poste de pesage à Christiansted, construit en 1856 et chargé de peser les importations et les exportations, notamment la canne à sucre.
- L'entrepôt de la Compagnie danoise des Indes occidentales et de Guinée à Christiansted, construit en 1750 pour être le centre commercial des Indes occidentales danoises.

##### Île de Saint-Thomas
- Les bureaux administratifs de la ligne maritime Hambourg-Amérique à Charlotte-Amélie, construits en 1913-1914 et qui ont abrité le consulat impérial d'Allemagne, le Service américain d’immigration et de naturalisation, les US Marshals et la Cour de district.

#### Forts

##### Île de Sainte-Croix
- Le fort Christiansvaern à Christiansted, construit pour défendre l'île de Sainte-Croix face aux envahisseurs étrangers, aux corsaires et aux pirates.
- Le fort Frederik, situé au sein du District historique de Frederiksted, construit pour protéger les intérêts économiques de l'union Danemark-Norvège et lutter contre les pirates.

##### Île de Saint John
- Fortsberg, près de Coral Bay, construit par les Danois et qui fut occupé par les Britanniques durant les guerres napoléoniennes.
- Le fort Lind Point, situé près de Cruz Bay, construit par les Britanniques durant les guerres napoléoniennes.

#### Jardins et parcs
- Le parc Buddhoe à Frederiksted qui commémore la révolte des esclaves afro-américains et leur émancipation.
- Les Jardins botaniques Saint-George à Frederiksted qui s'occupent de conserver et la préserver les plantes et les lieux historiques.

#### Maisons, domaines et plantations

##### Île de Sainte-Croix
- L'hôtel du Gouvernement à Christiansted, dont le premier bâtiment remonte à 1747.
- Le domaine de Little Princess, situé à Beeston Hill, au nord-ouest de Christiansted, qui était une ancienne plantation de canne à sucre.
- Le domaine de Coakley Bay, situé à l'est de Christiansted, est une ancienne plantation de canne à sucre, construite au début du XIXe siècle, comprenant plusieurs bâtiments et des ruines.
- Le domaine de Hogansborg, situé à l'est de Frederiksted, est une ancienne plantation de canne à sucre, construite en 1757, comprenant plusieurs bâtiments et des ruines.
- Le domaine de Grove Place, situé au nord-ouest de Frederiksted, est une ancienne plantation de canne à sucre, construite en 1851, comprenant plusieurs bâtiments et des ruines.
- Le domaine de Judith's Fancy, situé au nord-ouest de Christiansted, est une ancienne plantation de canne à sucre, construite au XVIIe siècle, comprenant plusieurs bâtiments et des ruines.
- Sion Hill, situé à Sion Hill, situé à l'est de Christiansted, est une ancienne plantation de canne à sucre et distillerie de rhum.

##### Île de Saint John
- La plantation d'Annaberg, située au nord-ouest de Coral Bay, est une ancienne sucrerie et fait partie du District historique d'Annaberg.
- La plantation de Cinnamon Bay, située sur la côte centre-nord près de Cinnamon Bay, est une ancienne sucrerie et fait partie du Parc national des îles Vierges.
- La plantation de Lameshur, située au sud de Saint John, est une ancienne sucrerie.
- Le domaine de Mary Point, situé sur la côte nord de Saint John, est une ancienne sucrerie.
- Le domaine de Carolina, situé près de Coral Bay, est une ancienne sucrerie et distillerie de rhum.
- Les ruines de Catherineberg, située à l'est de Cruz Bay, est une ancienne sucrerie et fait partie du parc national des îles Vierges.

##### Île de Saint-Thomas
- Le domaine de Brewers Bay, situé à l'ouest de Charlotte-Amélie, est une ancienne sucrerie.
- Le domaine de Niesky, situé à l'ouest de Charlotte-Amélie, est une ancienne sucrerie détenue par l'Église morave.

#### Sites archéologiques

##### Île de Saint John
- Le site des Pétroglyphes de Reef Bay Trail, dont l'origine remonte aux habitants pré-colombiens.

#### Districts

##### Île de Sainte-Croix
- Le site historique national de Christiansted, inscrit au Registre national des lieux historiques depuis 1966, comprend six bâtiments majeurs et englobe en son sein le District historique de Christiansted qui, lui, regroupe près de 253 bâtiments et est inscrit au Registre national des lieux historiques depuis 1976.
- Le district historique de Frederiksted, construit au début des années 1750, puis partiellement reconstruit après les émeutes de 1878.
- Le district historique du Domaine Saint-George, situé au nord-ouest de Frederiksted, comprend notamment les jardins botaniques Saint-George.
- Le district historique de Slob, situé au centre de l'île de Sainte-Croix, comprend des ruines d'une ancienne plantation de canne à sucre.
- Le district historique de Bethlehem Middle Works, situé au centre de Sainte-Croix, comprend les ruines d'une ancienne plantation de canne à sucre et d'autres bâtiments annexes.

##### Île de Saint John
- Le district historique d'Annaberg, situé au nord-ouest de Coral Bay, comprend l'ancienne plantation d'Annaberg.
- Le district historique de Reef Bay Sugar Factory, situé sur le côte sud de Saint John.

##### Île de Saint-Thomas
- Le quartier historique de Charlotte-Amélie, regroupant de nombreux bâtiments, notamment le fort Christian.

### Patrimoine religieux
- L'église morave Friedensthal à Christiansted, construite au XVIIIe siècle.
- L'église morave Friedensfeld à Christiansted, construite en 1854.
- L'église de la Sainte-Croix à Christiansted, construite en 1755.
- L'église Notre-Seigneur-des-Armées à Christiansted, construite en 1734.
- L'église Saint-Jean à Christiansted, construite entre 1849 et 1858.
- L'église de la Sainte-Trinité à Frederiksted, construite en 1792.
- L'église Saint-Patrick à Frederiksted, construite en 1848.
- L'église Saint-Paul à Frederiksted, construite en 1812.
- L'église morave Emmaüs à Coral Bay, construite en 1782.
- L'église morave New Herrnhut à Donoe, construite en 1737.
- L'église Notre-Dame-du-Mont-Carmel à Cruz Bay, construite en 1962
- La cathédrale de Tous-les-Saints à Charlotte-Amélie, construire en 1848.
- La cathédrale Saints-Pierre-et-Paul à Charlotte-Amélie, construite en 1806.
- La chapelle Sainte-Anne à Frenchtown, construite en 1921.

## Démographie
Lors du recensement de 2010, les îles Vierges des États-Unis comptent 106 405 habitants, dont :
- 66,0 % d'Afro-Américains non hispaniques ;
- 13,5 % de Blancs américains non hispaniques ;
- 17,4 % d'Hispaniques et Latino-Américains ;
- 3,0 % d'autres.

### Langues
Lors du recensement de 2010, 71,6 % de population âgée de plus de cinq ans déclare parler anglais à la maison, alors que 17,2 % déclare parler espagnol ou un créole espagnol, 8,6 % français ou un créole français et 2,5 % une autre langue. De plus, 9,5 % de la population âgée de plus de cinq ans déclare ne pas très bien savoir parler l'anglais.
La langue danoise a quasiment disparu depuis les années 1980.

### Religions
Selon le Pew Research Center, en 2010, 94,8 % des habitants de la îles Vierges des États-Unis sont chrétiens, principalement protestants (65,5 %) et dans une bien moindre mesure catholiques (27,1 %). De plus, 3,7 % de la population ne pratiquent aucune religion et 1,5 % en pratiquent une autre.

## Personnalités
- Gloria Naylor, écrivaine.
- Tim Duncan, joueur de basket